# Akim Aliu
Akim Aliu (* 24. April 1989 in Okene, Nigeria) ist ein kanadischer Eishockeyspieler mit ukrainischer Staatsbürgerschaft, der zuletzt bis zum Ende der Saison 2023/24 bei den San Jose Barracuda aus der American Hockey League (AHL) auf Probe unter Vertrag gestanden und dort auf der Position des rechten Flügelstürmers gespielt hat.

## Karriere
Aliu wurde in Nigeria geboren. Den Hauptteil seiner Kindheit verbrachte er jedoch in der ukrainischen Hauptstadt Kiew, der Heimatstadt seiner Mutter, wo sein Vater an der dortigen Universität studierte. Im Alter von sieben Jahren zog er mit seinen Eltern ins kanadische Toronto. Seine ersten Erfahrungen auf Schlittschuhen sammelte er im Alter von zehn Jahren.

### Anfänge in der OHL und Kontroverse mit Steve Downie (2005–2009)
Im Alter von 16 Jahren wurde Aliu im OHL Priority Selection Draft 2005 von den Windsor Spitfires in der ersten Runde ausgewählt. Ende 2005 ereignete sich dort eine Auseinandersetzung zwischen seinem Mitspieler Steve Downie und ihm. Nachdem Aliu von Downie im Training hart gecheckt worden war und dabei drei Zähne verloren hatte, entbrach zwischen beiden noch in der gleichen Einheit ein Faustkampf. Der Zwischenfall soll eine Reaktion darauf gewesen sein, dass sich Aliu in den Wochen zuvor geweigert hatte an einer „Einführungszeremonie“ teilzunehmen, bei der sich die neuen Spieler in der Duschkabine des Mannschaftsbus vor den Mitspielern nackt ausziehen müssen. Die Auseinandersetzung und ihre Entstehungsgeschichte erregte in den USA hohes Aufsehen und entfachte eine mediale Diskussion über die traditionellen Einführungsrituale an Hochschulen. Im Anschluss wurde Downie für fünf Spiele und Aliu für ein Spiel gesperrt, während Trainer Moe Mantha eine Sperre von 40 Partien erhielt und dem Klub eine Strafzahlung von 35.000 US-Dollar seitens der Liga auferlegt wurde. Die beiden involvierten Akteure forderten schließlich einen Wechsel, sodass Aliu innerhalb der Liga zu den Sudbury Wolves transferiert wurde. Auch die Saison 2006/07 verbrachte er bei den Wolves.
Am 1. Juni 2007 transferierte Sudbury den Flügelstürmer ebenfalls, wodurch er ab der Saison 2007/08 bei den London Knights spielte. Im NHL Entry Draft 2007 wurde Aliu, als zweiter in Nigeria geborener Spieler nach Rumun Ndur, in der zweiten Runde an 56. Stelle von den Chicago Blackhawks ausgewählt. Im Spieljahr 2007/08 absolvierte er seine bis dahin beste Saison in der OHL und wurde im August 2008 von den Chicago Blackhawks für drei Jahre unter Vertrag genommen. Zuvor hatte er bereits sein Profidebüt bei den Rockford IceHogs in der American Hockey League gegeben. Die Saison 2008/09 spielte er aber noch in der OHL, wo er von den London Knights im Laufe der Spielzeit zu seinem ehemaligen Team, den Sudbury Wolves, transferiert wurde. Aliu steuerte in Sudbury 26 Scorerpunkte in 29 Spielen bei und erreichte die erste Runde der Playoffs.

### AHL und ECHL (seit 2009)
Während der Saison 2009/10 spielte er parallel für Rockford in der AHL und die Toledo Walleye in der ECHL. Im Sommer 2010 wurde er in einem umfangreichen Transfergeschäft von den Chicago Blackhawks an die Atlanta Thrashers abgegeben, so wechselte er samt Dustin Byfuglien, Ben Eager und Brent Sopel nach Atlanta, während die Blackhawks Marty Reasoner, Joey Crabb, Jeremy Morin sowie zwei Wahlrechte für den NHL Entry Draft 2010 erhielten. Beim AHL-Farmteam der Thrashers, den Chicago Wolves, begann er die Saison 2010/11 und erzielte in 43 Spielen fünf Tore und vier Vorlagen. Zudem stand er parallel in 16 Spielen für Chicagos Kooperationspartner Gwinnett Gladiators in der ECHL auf dem Eis, für die er in diesem Zeitraum zwölf Tore und acht Vorlagen beisteuerte.
Im März 2011 wechselte er innerhalb der AHL zu den Peoria Rivermen, mit denen er am Saisonende in der ersten Playoff-Runde ausschied. Am 30. Januar 2012 transferierten ihn die Winnipeg Jets im Austausch für Verteidiger John Negrin zu den Calgary Flames. Dort kam er in den folgenden eineinhalb Jahren zu sieben Einsätzen in der National Hockey League, verbrachte jedoch einen Großteil der Zeit beim Farmteam Abbotsford Heat, für das er bereits vor seiner Verpflichtung durch die Flames leihweise gespielt hatte. Ab September 2013 spielte er für zwei Monate im Rahmen eines Probevertrages (try-out) für die Hamilton Bulldogs, ehe er im Dezember gleichen Jahres erneut probeweise von den Hartford Wolf Pack verpflichtet wurde. Nachdem Aliu sich auch dort nicht für ein längerfristiges Engagement empfehlen konnte, entschied er sich für einen Wechsel nach Schweden zum AIK Solna, für die er jedoch ebenfalls lediglich zwei Partien in der Svenska Hockeyligan bestritt.
Im Vorfeld der Saison 2014/15 nahm er an der Saisonvorbereitung der Rochester Americans teil und erhielt anschließend einen Probevertrag. Nach zehn Spielen in der AHL wurde er aus seinem Kontrakt entlassen und unterschrieb im Januar 2015 bei den Bakersfield Condors aus der ECHL. Im Sommer 2015 absolvierte der Angreifer die Saisonvorbereitung bei den Lake Erie Monsters, bekam dort jedoch kein Vertragsangebot. Im November 2015 folgte abermals ein Wechsel nach Europa, wo sich Aliu dem russischen Klub Amur Chabarowsk aus der Kontinentalen Hockey-Liga anschloss. Auch dort spielte der Stürmer nur sporadisch, genauso wie bei seinen folgenden Stationen bis zum Sommer 2018 bei den Florida Everblades, Atlanta Gladiators, Cleveland Monsters in den Vereinigten Staaten, HC 05 Banská Bystrica in der Slowakei sowie Karlskrona HK und IK Pantern in Schweden. Im Februar 2019 fand er in den Orlando Solar Bears einen neuen Arbeitgeber bis zum Ende der Saison 2018/19. Nach einem kurzen Gastspiel beim HC Litvínov in Tschechien zum Jahresbeginn 2020 zog sich der Aliu bis zum März 2024 zurück, ehe er einen Probevertrag bei den San Jose Barracuda aus der American Hockey League (AHL) erhielt.

## Erfolge und Auszeichnungen
- 2007 Teilnahme am CHL Top Prospects Game
- 2011 European-Trophy-Gewinn mit dem EC Red Bull Salzburg

## Karrierestatistik
Stand: Ende der Saison 2023/24
(Legende zur Spielerstatistik: Sp oder GP = absolvierte Spiele; T oder G = erzielte Tore; V oder A = erzielte Assists; Pkt oder Pts = erzielte Scorerpunkte; SM oder PIM = erhaltene Strafminuten; +/− = Plus/Minus-Bilanz; PP = erzielte Überzahltore; SH = erzielte Unterzahltore; GW = erzielte Siegtore; 1 Play-downs/Relegation; Kursiv: Statistik nicht vollständig)